# Tok
Tok är en ort (CDP) i Southeast Fairbanks Census Area i delstaten Alaska i USA. Orten har 1 243 invånare (2020), på en yta av 345,82 km². Den ligger vid en viktig korsning längs med Alaska Highway mellan Tanana River och Alaska Range.

## Historia
Orten började byggas 1942 som ett läger för vägarbetare. Orten växte och 1947 öppnade en skola där, 1958 och 1995 har nya skolor öppnats på grund av inflyttningen. USA hade ett tullkontor i orten mellan 1947 och 1971, som sedan flyttades till gränsen mot Kanada.
Namnet Tok kommer enligt uppgift av ordet "fredlig korsning" på athapaskiska, språket som talades av ursprungsbefolkningen som bodde på platsen. Detta finns belagt i att floden Tok River finns nedskriven så tidigt som 1901. Enligt en annan förklaring kommer namnet ifrån "Tokyo camp", och ytterligare en version hävdar att namnet kommer av namnet på en av vägarbetargruppernas maskot.
Under 1940- och 1950-talen byggdes Tok Cut-Off som kopplar samman Tok med Richardson Highway vid Glennallen. Vägen var en "cut-off" (genväg) eftersom den lät bilförare från övriga USA att resa till Valdez och Anchorage i södra Alaska utan att åka norrut till Delta Junction och sedan resa söderut på Richardson Highway.
I juli 1990 hotades Tok av utrotning då en skogsbrand tog sig ända fram till staden. Den evakuerades och inte ens tusen brandmän kunde stoppa elden. I sista minuten vände vinden (händelsen kallas av lokalbefolkningen "mirakelvinden"), och ändrade riktningen på elden kort före den angrep det första huset i orten. Elden fortsatte brinna resten av sommaren, och brände till slut upp över 400 km².